# Saarland 1947 bis 1956
Das Saarland war nach dem Zweiten Weltkrieg ein Teilgebiet der französischen Besatzungszone. Am 16. Februar 1946 wurde es in verwaltungstechnischer Hinsicht aus der Besatzungszone ausgegliedert. Am 17. Dezember 1947 trennte es sich offiziell von Deutschland und wurde französisches Protektorat, was jedoch von den Besatzungsbehörden in Deutschland nicht anerkannt wurde. Von 1947 bis Ende 1956 war es im Rahmen der französischen Militärregierung des besetzten Deutschlands einer eigenen Behörde unterstellt, die ihrerseits von einem Hochkommissar Frankreichs verwaltet wurde.
Das 1947 festgelegte, gegenüber den Grenzen des Saargebiets von 1920 vor allem im Nordwesten und im Norden auf Kosten des späteren Landes Rheinland-Pfalz um mehr als 100 Gemeinden vergrößerte Gebiet des Landes entsprach, abgesehen von einer kleinen Grenzkorrektur 1949, dem heutigen Saarland. Die Verfassung des Saarlandes trat nach den ersten Landtagswahlen 1947 in Kraft und hatte die Lostrennung von Deutschland und den wirtschaftlichen Anschluss an Frankreich zum Ziel. Die Eigenständigkeit des Saarlandes (Saarstaat), auch wenn sie tatsächlich begrenzt war, sollte durch eine eigene Staatsangehörigkeit, eigene Flagge, ein eigenes Landeswappen sowie eine Hymne symbolisiert werden.
Nach dem Scheitern des Saarstatuts in der Volksabstimmung am 23. Oktober 1955 schlossen am 27. Oktober 1956 die Bundesrepublik Deutschland und Frankreich das Saarabkommen, demzufolge das Saarland zum 1. Januar 1957 der Bundesrepublik beitrat. Die wirtschaftliche Angliederung an Frankreich bestand noch bis zum 5. Juli 1959.

## Politik und Verwaltung

### Verfassung

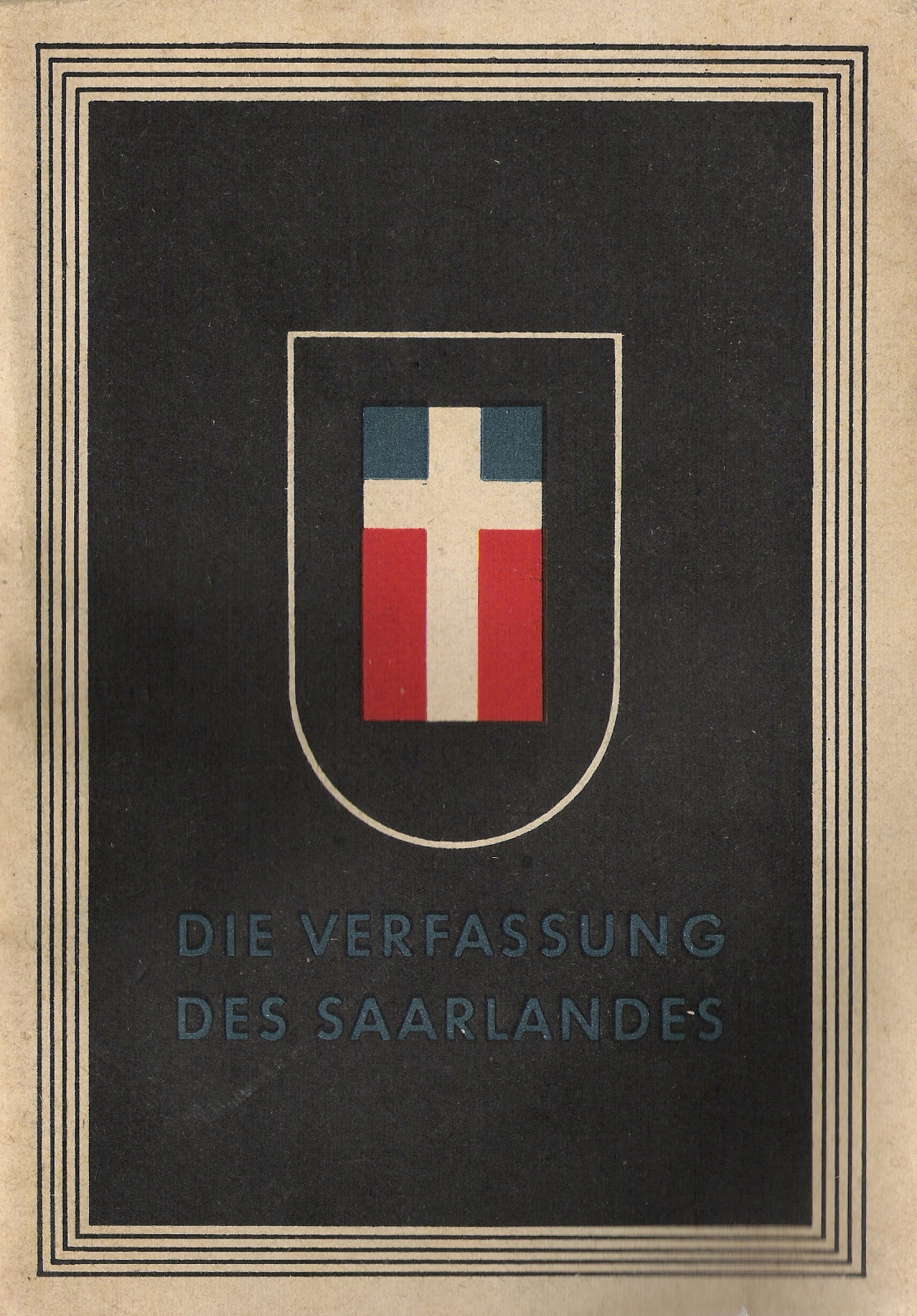
Deckblatt der saarländischen Verfassung von 1947, mit Flagge

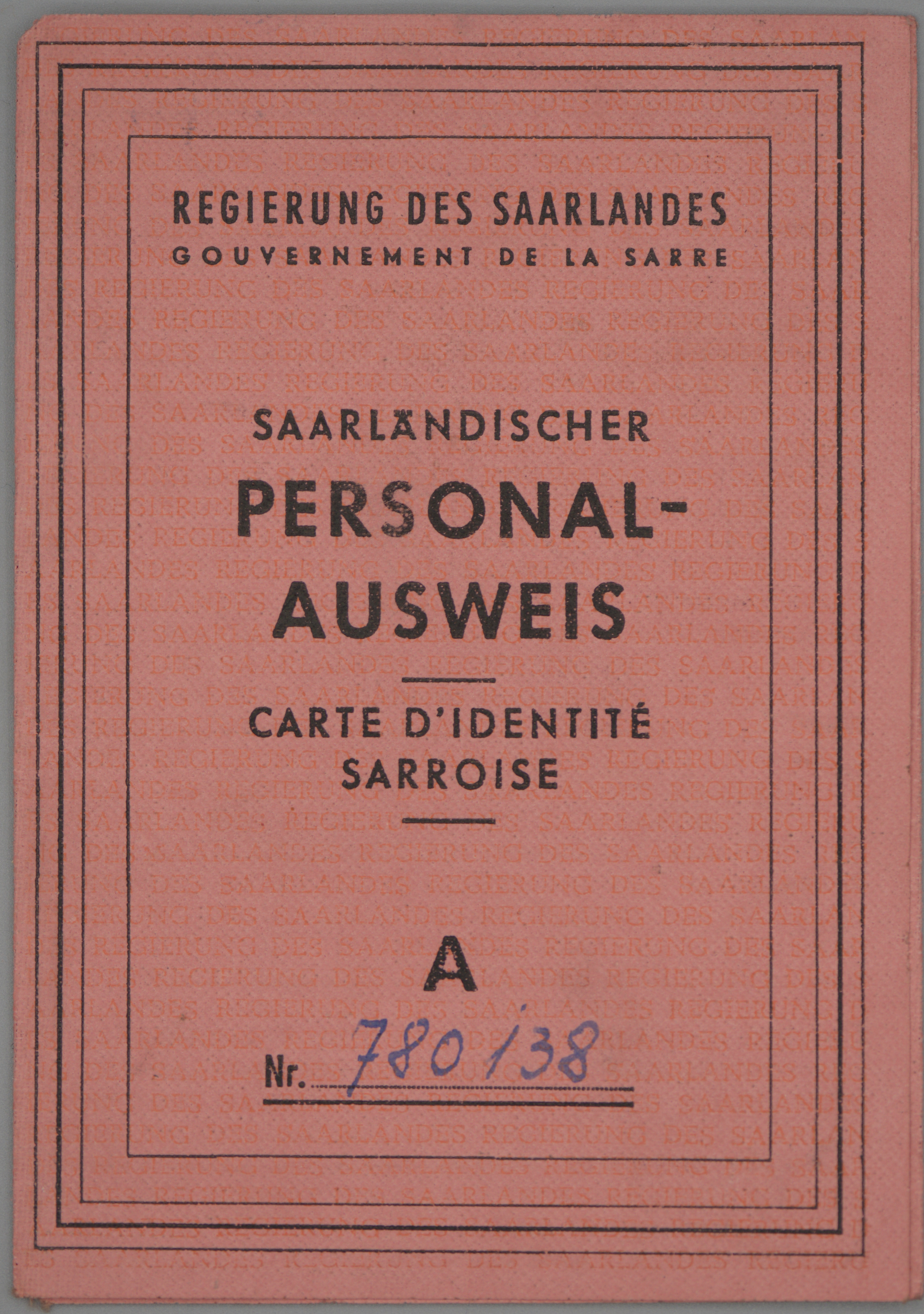
Personalausweis Typ A von 1953

Die Präambel der Verfassung vom 15. Dezember 1947 proklamierte „die politische Unabhängigkeit des Saarlandes vom Deutschen Reich“, den „wirtschaftlichen Anschluss“ an sowie die Währungs- und Zolleinheit mit Frankreich und übertrug „die Landesverteidigung und die Vertretung der saarländischen Interessen im Ausland“ an Frankreich.
Allerdings war die „Saarlösung“ von 1947 ein einseitiger Akt Frankreichs, der für seine völkerrechtliche Wirksamkeit „zum allermindesten“ der Zustimmung der vier alliierten Mächte bedurft hätte. Eine dauerhafte Abtrennung der Saar von Deutschland war für Deutschland nicht akzeptabel und wurde auch von der Sowjetunion ausdrücklich verweigert. So erkannte im Dezember 1950 auch der französische Außenminister Robert Schuman an, dass „das politische Statut der Saar noch nicht in sein endgültiges Stadium gelangt“ sei und dies auch nicht könne, solange es keinen Friedensvertrag gebe. Die Verfassung und der Status des Saarlandes konnten mithin nur ein Provisorium sein.
Der französische Staats- und Völkerrechtler Guy Héraud bezeichnete das Saarstatut als „tatsächlich ungesetzliche Lage“, die nur „auf Grund eines revolutionären Phänomens“ rechtlichen Wert hätte erlangen können. Sowohl deutsche als auch französische Rechtswissenschaftler bestritten den Staatscharakter des Saarlandes, da unter der Abhängigkeit einer Militärregierung kein freier Wille zur Staatsgründung gebildet werden könne. Es handelte sich demnach nur um ein „staatsähnliches Gebilde“. Dementgegen sah die saarländische Regierung das Saarland als autonomen Staat an.
Die von der CVP herausgegebene Saarländische Volkszeitung berichtete vor der Landtagswahl am 5. Oktober 1947 mit Bezug auf französische Quellen, die Landtagswahl diene „nicht dazu, über die Angliederung des Saargebietes an Frankreich oder die Autonomie zu entscheiden“. 97,7 Prozent der Saarländer stimmten bei dieser Wahl für eine der drei von der französischen Besatzungsmacht zugelassenen Parteien, alle mit Ausnahme der Kommunisten hatten den Verfassungsentwurf bejaht. Der gewählte Landtag nahm schließlich die Präambel der Verfassung, die die wirtschaftliche Angliederung des Saarlandes an Frankreich vorsah, mit 48 gegen 2 Stimmen an. Die Parteien, die das Autonomiestatut befürwortet hatten, benutzten ihren Wahlsieg im Nachhinein zu seiner Legitimierung und als Ersatz für ein Referendum.
Trotz der völkerrechtlich provisorischen Situation des Saarlandes und entgegen dem ausdrücklich erklärten Willen des Verfassungsausschusses des ersten Landtags wurde die Präambel mit den Bestimmungen der Trennung von Deutschland und der Wirtschaftseinheit mit Frankreich später von den pro-autonomistischen Regierungen des Saarlandes als unabänderlicher Bestandteil der Verfassung und für die Saarländer (innenpolitisch) unantastbar erklärt. Wer sie infrage stelle, handele gegen den „Bestand des Saarlandes“; wer sie abändern wolle, verstoße gegen die Verfassung und verwirke seine staatsbürgerlichen Rechte. Dementsprechend wurden durch das Vereinsgesetz, Änderungen des Strafgesetzbuchs (§§ 80 bis 95), das Parteizulassungs-, Wahl- und Pressegesetz solche Bestrebungen untersagt.

### Französischer Einfluss

#### Wirtschafts- und Finanzpolitik
Bereits seit 16. Februar 1946 war das Saarland dem französischen Zollgebiet angeschlossen. Durch die Präambel der saarländischen Verfassung vom 15. Dezember 1947 und ergänzende einseitige Verordnungen Frankreichs zum Saarstatut erfolgte Ende 1947 bzw. Anfang 1948 der Anschluss an das französische Wirtschaftsgebiet und die Währungseinheit mit Frankreich. Gesetzliches Zahlungsmittel war der Französische Franc, der damit die nur wenige Monate gültige Saarmark ablöste. Durch 17 zwischen 1948 und 1950 geschlossene bilaterale Abkommen zwischen dem Saarland und Frankreich (die meisten dieser sogenannten „Saarkonventionen“ wurden am 3. März 1950 unterzeichnet) entstand eine „französisch-saarländische Wirtschaftsunion“ (Union franco-sarroise). Dieser Begriff wurde anschließend von offizieller Seite dem Ausdruck „Wirtschaftsanschluss“ vorgezogen. Die „Union“ stand jedoch unter der tutelle („Vormundschaft“) Frankreichs.
Alle internationalen Vereinbarungen und Abkommen, die Frankreich bezüglich Währung, Wechselkursen und Zoll schloss, waren von Amts wegen auch im Saarland anwendbar, ohne dass es der Ratifizierung oder auch nur öffentlichen Bekanntmachung durch die saarländische Regierung bedurft hätte. Alle bereits von Frankreich geschlossenen oder noch zu schließenden Vereinbarungen auf dem Gebiet des gewerblichen Rechtsschutzes sowie „Vereinbarungen, Handelsverträge und Tariffestsetzungen“ bezüglich des Außenhandels der „Union“ verpflichteten allein aufgrund der Unterschrift und Ratifizierung durch Frankreich beide Länder gleichermaßen.
Die Gesetzgebungs- und Verordnungskompetenz auf den Gebieten des Währungs- und Zollwesens sowie bestimmter Wirtschaftsangelegenheiten übertrug das Saarland vollständig an Frankreich. „Ohne Weiteres“ waren im Saarland die französischen Währungs- und Zollgesetze, Gesetze und Vorschriften betreffend indirekte Steuern, Umsatz- und ähnliche Steuern, Zivil- und Strafgesetze auf dem Gebiet des gewerblichen Eigentums- und Markenrechts sowie Bestimmungen für Schiffsfracht anwendbar. Da diese unmittelbar, unabhängig von der Veröffentlichung im saarländischen Gesetz- oder Amtsblatt galten, hatten saarländische Organe keine Möglichkeit des Einspruchs, nicht einmal, wenn sie einen Verstoß gegen den Ordre public erkannt hätten.

#### Verteidigung und Sicherheit
Die Landesverteidigung wurde bereits durch die Präambel der Landesverfassung von 1947 vollständig an Frankreich übertragen. Tatsächlich wurde das Saarland durch ein französisches Dekret 1948 „ganz einfach“ in die französische 6. Militärregion eingegliedert. Der Vertreter Frankreichs im Saarland hatte – nach Anhörung der saarländischen Regierung – die ausschließliche Zuständigkeit für die Erklärung des „Ausnahmezustands“ (état de siège). Dieser konnte bei Bedrohungen für die äußere Sicherheit des Saarlandes oder Frankreichs, insbesondere bei Krieg oder bevorstehender Gefahr für die Unabhängigkeit des Saarlandes erklärt werden. Allerdings gab es keinerlei Festlegung, was unter „Ausnahmezustand“ zu verstehen sei und welches Rechtssystem in diesem Fall anwendbar gewesen wäre.
Wenngleich grundsätzlich die saarländische Polizei zur Aufrechterhaltung von Sicherheit und Ordnung berufen war, konnten auch die im Saarland stationierten französischen Streitkräfte auf Verlangen oder mit Zustimmung der saarländischen Regierung zur Wahrung der öffentlichen Ordnung eingesetzt werden. Zudem wurden auch französische Polizeikräfte ins Saarland entsandt. Diese waren berufen, gegen Urheber von Straftaten gegen die äußere Sicherheit Frankreichs oder gegen im Saarland stationierte französische Truppen vorzugehen und hatten in diesen Fällen auch das Recht, Verhaftungen vorzunehmen. Sie hatten an Ermittlungen der saarländischen Polizei teilzunehmen, soweit diese französische Polizisten oder Soldaten betrafen. Außerdem waren sie auf Antrag des französischen Generalstaatsanwalt beim Saarländischen Oberlandesgericht (siehe auch unter Justiz) zu beteiligen, wenn Ermittlungen bestimmte französische Beamte (die der Vertreter Frankreichs im Saarland zuvor auflisten konnte) betrafen.

#### Außenpolitik
Das Saarland übertrug die Ausübung seiner internationalen Beziehungen auf allen Gebieten (d. h. seine Vertretung nach außen und die Verteidigung seiner Interessen) an Frankreich. Dabei handelte es sich jedoch nur um eine Verwaltungsbefugnis, nicht um eine Delegation von Hoheitsrechten. Nicht umfasst davon waren die Beziehungen zwischen dem Saarland und Frankreich selbst. Diesen wurde nach der Allgemeinen Konvention vom 3. März 1950 eine diplomatische „Form“ gegeben (auch wenn sie keinen diplomatischen Charakter hatten), indem der französische „Hochkommissar“ durch einen „Vertreter Frankreichs im Saarland“ ersetzt und eine saarländische Vertretung in Paris eingerichtet sowie die Vertretungen des jeweils anderen Landes mit diplomatischer Immunität ausgestattet wurden. Dem Vertreter Frankreichs wurde die Kontrolle der Einhaltung der „internationalen Verpflichtungen“ des Saarlandes (was insbesondere die Abkommen mit Frankreich umfasste) übertragen. Dieser konnte Widerspruch gegen saarländische Gesetze und Vorschriften einlegen, wenn diese mit einer Verpflichtung nicht in Einklang standen. Hoffmann erreichte dennoch ein Ende des französischen Besatzungsstatuts für das Saarland. Nach und nach konnte er dem übermächtigen französischen Partner die Unabhängigkeit abringen, mit den Saarkonventionen vom 20. Mai 1953 entfiel das bisherige Vetorecht Frankreichs vollständig, das Saarland erhielt das Recht auf eine eigenständige außenpolitische Vertretung.

#### Justiz
Am Saarländischen Oberlandesgericht war ein französisch-saarländischer „gemischter Senat“ eingerichtet, der die Zuständigkeit für alle Fälle hatte, in denen französisches Recht anzuwenden war. Dieser bestand aus fünf Richtern, von denen drei Franzosen waren – darunter der Vorsitzende. Die Anklage vor ihm vertraten französische Staatsanwälte, die einem französischen Generalstaatsanwalt am Saarländischen Oberlandesgericht unterstellt waren. Auf Antrag des französischen Generalstaatsanwalts konnte der gemischte Senat sich selbst für zuständig und damit den jeweiligen (rein) saarländischen Senat für unzuständig erklären. Der gemischte Senat verfuhr nach französischem Prozessrecht, seine Urteile wurden in französischer Sprache verfasst und ergingen „im Namen des französischen Volkes und des saarländischen Volkes“. Gegen sie war Revision zum französischen Kassationsgericht zulässig.
Die Anklage in Strafverfahren gegen im Saarland eingesetzte französische Beamte oder Soldaten durfte nur von französischen Staatsanwälten erhoben werden. Das Verfahren fand im Fall von Verbrechen (crimes) in erster Instanz, anderenfalls in der Berufungsinstanz vor dem gemischten Senat des Saarländischen Oberlandesgerichts statt, für den die französische Strafprozessordnung galt. Wie der Vertreter Frankreichs im Saarland und seine fünf wichtigsten Mitarbeiter, genossen auch der Vorsitzende des gemischten Senats sowie der französische Generalstaatsanwalt vollständige gerichtliche Immunität.
Im Saarland begangene Straftaten gegen die äußere Sicherheit zum Schaden Frankreichs oder der im Saarland stationierten französischen Truppen wurden vom Militärtribunal in Metz abgeurteilt. Dieses konnte seine Verhandlungen auch im Saarland abhalten, wenn die Schuldigen sich hier aufhielten und nicht ausgeliefert werden konnten.

#### Französischer Vertreter
Von Frankreich eingesetzter Militärgouverneur war ab dem 30. August 1945 Gilbert Grandval, der sein Amt am 7. September 1945 antrat. Er stand an der Spitze der Délégation Supérieure de la Sarre, welche die französische Militärregierung an der Saar darstellte. Grandval war Militärgouverneur (bis 10. Januar 1948), anschließend Hoher Kommissar (bis 5. März 1952) und schließlich Chef der diplomatischen Mission der Republik Frankreich im Rang eines Botschafters (1. Januar 1952 bis 8. Juli 1955) im Saarland. Ihm folgte Charles-Marie-Eric de Carbonnel auf dem Botschafterposten nach (bis 27. Oktober 1956).
Gemäß einem einseitig von französischer Seite erlassenen Dekret vom 31. Dezember 1947 gewährleistete der Hohe Kommissar die Veröffentlichung und Anwendung französischer Gesetze und Vorschriften, die Rechtskraft für das Saarland entfalteten; er hatte selbst Rechtssetzungsbefugnis, indem er Verordnungen und Verwaltungsakte erlassen konnte, um notwendige Maßnahmen für die Währungs- und Zollunion sowie den Wirtschaftsanschluss zu ergreifen; zudem hatte er weitgehende Kontrollbefugnisse „in Hinsicht, die Beachtung des Saarstatuts zu garantieren“. Dazu gehörte, dass alle Gesetze und Verordnungen der saarländischen Regierung eines Genehmigungsvermerks des Hohen Kommissars bedurften. Die Ernennung aller leitenden Beamten sowie Einbürgerungen bedurften seiner Zustimmung. Auch hatte er gewisse Rechte der Finanzaufsicht: so konnte er – nach Benachrichtigung einer gemischten Kommission – Gelder im saarländischen Haushalt verbuchen, die er für Maßnahmen im Rahmen des Wirtschaftsanschlusses oder für den ordentlichen Betrieb der öffentlichen Einrichtungen für erforderlich hielt. Letztlich war er ermächtigt, alle notwendigen Maßnahmen zur Aufrechterhaltung der öffentlichen Ordnung zu ergreifen.
Guy Héraud zufolge ähnelten die Befugnisse des Hohen Kommissars im Saarland stark denen der Hohen Kommissare in ehemaligen französischen Kolonialgebieten, die nach dem Zweiten Weltkrieg als „assoziierte Staaten“ der Union française bezeichnet wurden, etwa in Indochina.
Nach der Allgemeinen Konvention zwischen dem Saarland und Frankreich von 1950 hatte der Vertreter Frankreichs im Saarland etwas weniger einschneidende, aber immer noch vielfältige Rechte. Er konnte Veto gegen saarländische Gesetze oder Verwaltungsakte einlegen, die die Währungs- und Zollunion gefährdeten, eine internationale Verpflichtung des Saarlandes missachteten oder „geeignet [waren], die politische Unabhängigkeit des Saarlandes oder seine äußere Sicherheit zu gefährden“. Dem französischen Juristen Pierre Laurent zufolge waren die Kontrollverfahren und Souveränitätsbeschränkungen im Saarland dennoch liberaler als das zur gleichen Zeit in der Bundesrepublik Deutschland geltende Besatzungsstatut. Lediglich der Widerruf oder die Abänderung von Texten, die vom Krieg herrührende Verpflichtungen betrafen (Vermögensblockierung oder -kontrolle, Entmilitarisierung) bedurften der vorherigen Zustimmung des Vertreters Frankreichs.
Laurent zufolge hatte der Vertreter Frankreichs eine vierfache Funktion. Einerseits sei er Exekutivbevollmächtigter der französischen Oberheit, soweit diese sich aufgrund von Bestimmungen der saarländischen Verfassung auf das Saarland erstreckte. Zweitens sei er ein saarländisches Verfassungsorgan, insoweit er aufgrund seiner Kontrollrechte und Einspruchsbefugnis am saarländischen Gesetzgebungsverfahren teilnahm. Drittens sei er Exekutivbeamter der „franko-saarländischen Union“, dem aufgrund der saarländischen Verfassungspräambel und der bilateralen Abkommen die Befugnis zukam, die Anwendung französischer Währungs- und Zollgesetze zu gewährleisten. Letztlich sei er auch Bevollmächtigter der alliierten Mächte im Saarland, um die Einhaltung aus dem Krieg erwachsener Verpflichtungen zu versichern.

### Wahlen
Nach dem Zweiten Weltkrieg kam es in den Jahren 1947, 1952 und 1955 zu Landtagswahlen. 1946, 1949 und 1956 erfolgten Kommunalwahlen.

### Parteien
- Christliche Volkspartei des Saarlandes (CVP), gegründet und zugelassen 1945/46, christdemokratisch, pro Autonomie
- Sozialdemokratische Partei des Saarlandes (SPS), gegründet und zugelassen 1945/46, sozialdemokratisch, pro Autonomie
- Kommunistische Partei Saar (KP), gegründet und zugelassen 1945/46, kommunistisch, pro Wiedervereinigung
- Demokratische Partei Saar (DPS), gegründet und zugelassen 1946, zunächst liberal, pro Autonomie, ab 1950 nationalliberal und nationalkonservativ, pro Wiedervereinigung, 1951 verboten, 1955 wieder zugelassen[28]
- Demokratische Volkspartei (DV oder DVP), gegründet und zugelassen 1952, christlich-liberal, offiziell pro Autonomie, aber eher „deutsche Gesinnung“[29]
- Deutsche Sozialdemokratische Partei (DSP), gegründet 1952, aber erst 1955 zugelassen, sozialdemokratisch, pro Wiedervereinigung
- CDU Saar, gegründet 1952, aber erst 1955 zugelassen, christdemokratisch, pro Wiedervereinigung

Das Mouvement pour le Rattachement de la Sarre à la France (MRS) war eine parteiübergreifende Bewegung, die von 1945 bis 1949 für die auch politische Angliederung des Saarlands an Frankreich eintrat. Es hatte Mitglieder aus allen legalen Parteien außer der KP.

### Regierungen

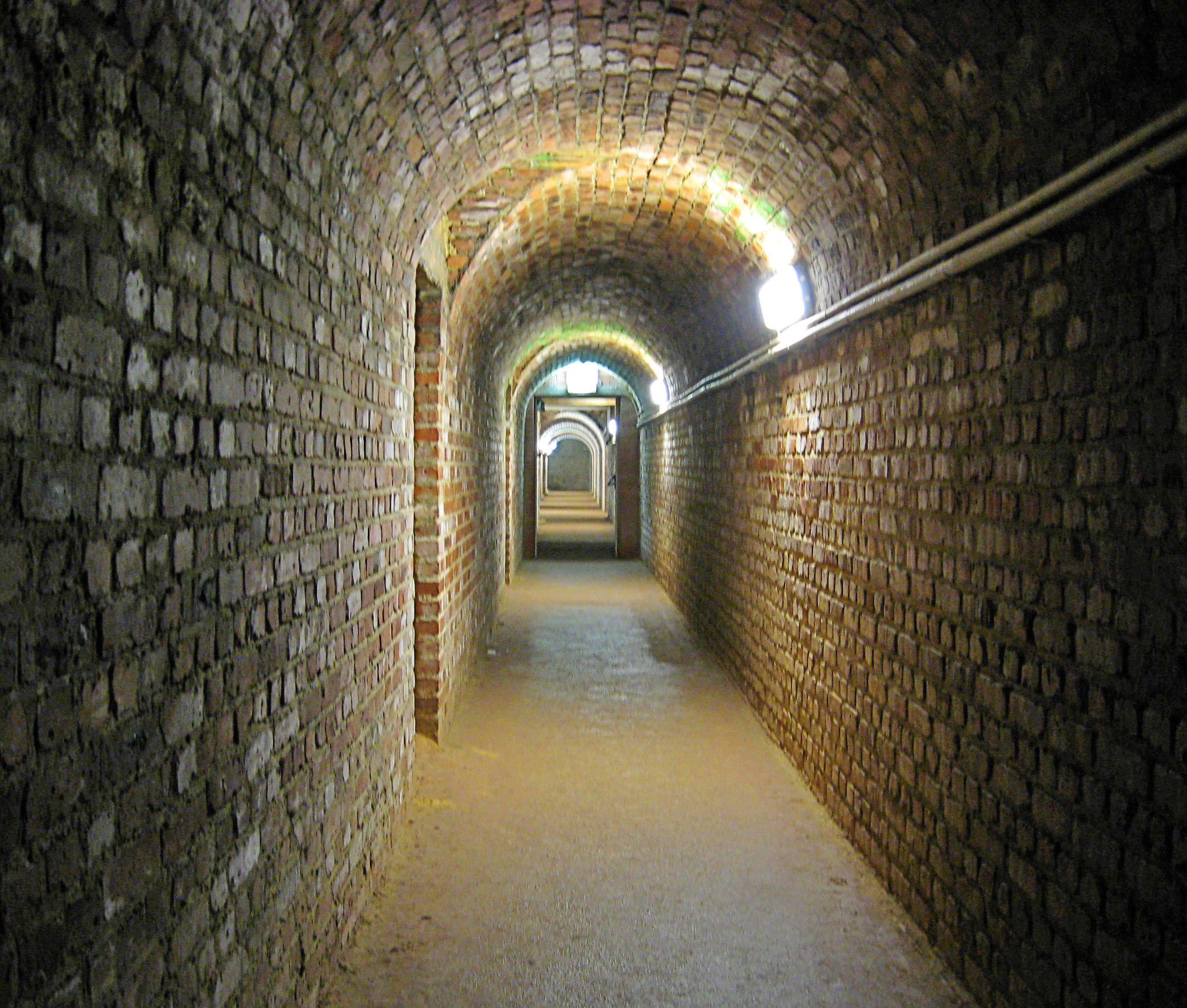
Gang im begonnenen, jedoch nicht fertiggestellten Regierungsbunker in den Schlossberghöhlen (2010)

Saarländische Regierungschefs waren:
- Hans Neureuter (parteilos) vom 4. Mai 1945 bis zum 8. Oktober 1946 (Regierungspräsident)
- Erwin Müller (CVP) vom 20. Oktober 1946 bis zum 20. Dezember 1947 (Vorsitzender der Verwaltungskommission des Saarlandes)
- Johannes Hoffmann (CVP) vom 15. Dezember 1947 bis zum 23. Oktober 1955 (Ministerpräsident; Kabinett Hoffmann I, II, III, IV)
- Heinrich Welsch (parteilos) vom 23. Oktober 1955 bis zum 10. Januar 1956 (Ministerpräsident; Übergangskabinett Welsch)
- Hubert Ney (CDU) vom 10. Januar 1956 bis zum 26. März 1957 (Ministerpräsident; Kabinett Ney)

### Internationale Anerkennung
Das Saarland wurde von keinem anderen Staat ausdrücklich völkerrechtlich anerkannt. Es war jedoch ab 1951 Vollmitglied des Europarats (siehe auch: Liste (Mitglieder)), Unterzeichner der Europäischen Völkerrechtskonvention vom 4. November 1950 und Beobachter bei der Internationalen Arbeitsorganisation. An der 1951 gegründeten Europäischen Gemeinschaft für Kohle und Stahl (Montanunion) nahm es als Bestandteil des französischen Wirtschaftsgebiets ohnehin teil, hatte in bestimmten Zusammenhängen aber auch eine eigene Interessenvertretung.

## Geschichte

### Nach dem Zweiten Weltkrieg
Das Saarland wurde bis 21. März 1945 vollständig von der US Army eingenommen und im Juli des Jahres zunächst in die französische Besatzungszone einbezogen. Neben der französischen Militärverwaltung wurden verschiedene Beauftragte der französischen Regierung mit der Umsetzung einer zu diesem Zeitpunkt noch geplanten Annexion betraut. Allerdings scheiterte die Umsetzung zunächst an Kompetenzstreitigkeiten, dann am zunehmenden Widerstand aus den USA und Großbritannien und schließlich am Rücktritt de Gaulles Anfang 1946.
Statt einer Annexion wurde das Saarland – im Unterschied zu den übrigen Ländern der Zone – dem französischen Zollgebiet angeschlossen. Die politische Zukunft des Territoriums sollte ausdrücklich vorerst offen bleiben. Dabei handelte es sich um einen Kompromiss, der sowohl unter den Alliierten als auch gegenüber der annexionskritischen französischen Sozialisten und den neu gegründeten deutschen Parteien im Saargebiet zustimmungsfähig war. Durch Dekrete der Militärregierung wurden in der Nacht zum 23. Dezember 1946 Zollgrenzen, Handels- und Reisebeschränkungen zwischen dem Saargebiet und der übrigen französischen Besatzungszone eingerichtet. Das Saarland schied damit aus der Besatzungszone aus und erhielt für die folgenden zehn Jahre einen Sonderstatus. Mit einem Grundsatzpapier, das die französische Regierung unter Paul Ramadier am 18. Februar 1947 billigte, legte sich Frankreich offiziell auf die Schaffung eines halbautonomen Saar-Staats fest, der über eine eigene Verfassung und Regierung verfügen sollte. Frankreich beschränkte sich darauf, dass seine wirtschaftlichen Regeln dort gelten sollten, auf die auswärtige Vertretung und auf Gesetzesverkündung, Vetorecht sowie Polizeihoheit, die durch einen französischen Hohen Kommissar ausgeübt werden sollten. Damit gab die Regierung sämtliche Annexionspläne auf.
Auf der Moskauer Außenministerkonferenz April 1947 verständigten sich die Außenminister der Vereinigten Staaten und des Vereinigten Königreiches darauf, das Saarland von einem zukünftigen deutschen Staat abzutrennen und stimmten seiner Bindung an Frankreichs Wirtschaftsraum zu.
Mit dem Erlass der von der Verfassungskommission des Saarlandes ausgearbeiteten Verfassung vom 15. Dezember 1947 betrachtete Frankreich die Besatzung auf dem Gebiet des Saarlandes offiziell als beendet und sah dieses nicht mehr als Teil der französischen Besatzungszone in Deutschland an. Das Saarland erhielt ein Autonomiestatut. Die französische Seite sah das Saarland nunmehr als „autonom“ und strebte eigene Völkerrechtssubjektivität des Saarlandes unter französischem Protektorat an. Ab April 1949 wurde die Saarkohle ausschließlich an Frankreich geliefert.
Die Westalliierten billigten die Politik Frankreichs zunächst. Die britische Regierung erklärte ihre Unterstützung für das Vorhaben, das Saarland politisch und wirtschaftlich von Deutschland zu trennen und in das französische Wirtschafts- und Verwaltungssystem einzugliedern, allerdings nur bis zur endgültigen Festlegung der deutschen Westgrenze in einem noch zu schließenden Friedensvertrag. Die Vereinigten Staaten (vertreten durch die drei aufeinanderfolgenden Außenminister Byrnes, Marshall und Acheson) befürworteten sogar eine permanente wirtschaftliche Union des Saarlandes mit Frankreich und betrachteten das Saarland als integralen Bestandteil des französischen Finanz- und Wirtschaftssystems. Die Sowjetunion verweigerte ihre Zustimmung hingegen kategorisch.
Frankreich schloss im März 1950 vier Abkommen mit der saarländischen Regierung, die sogenannten Saarkonventionen. Es handelte sich um ein „Allgemeines Abkommen“, den „Vertrag über die Durchführung der Wirtschaftsunion zwischen Frankreich und dem Saarland“, den „Vertrag über die Ausbeutung der Saargruben“ und den „Vertrag über den Betrieb der saarländischen Eisenbahnen“. Sie gewährten der autonomen Regierung des Saarlands vollständige Unabhängigkeit auf gesetzgeberischem Gebiet, begründeten einen freien Warenverkehr zwischen der Saar und Frankreich und übertrugen zugleich Frankreich die Ausbeutung der Steinkohlegruben der Saar. Weil in den letzten beiden Verträgen ein Vorbehalt enthalten war, dass ihre Gültigkeit nach Abschluss eines Friedensvertrages von diesem abhängig sei, in den ersten beiden dieser Vorbehalt fehlte, zog die bundesdeutsche Regierung die Schlussfolgerung, Frankreich wolle den Status des Saarlands ohne Friedensvertrag mit Deutschland bestimmen. Es folgten Abstimmungen mit den Westalliierten, nach denen festgestellt wurde, dass Frankreich nur völkerrechtlicher Treuhänder für das Saargebiet war. In einer Note vom 3. August 1951 sagte die Alliierte Hohe Kommission (drei Westmächte) der Bundesregierung zu, dass der endgültige Status des Saarlandes erst in einem Friedensvertrag festgelegt werde. Die Bundesregierung erklärte, dass die Saarregierung keine Rechte an den Bahnen oder den Bergwerken habe und daher auch kein Recht, darüber Verträge abzuschließen. Wichtige Konsequenz dieser Abstimmung mit den Westalliierten war die Klarstellung, dass die Bundesrepublik Deutschland befugt war, bei der Regelung des endgültigen Status der Saar mitzureden.
Die proklamierte Autonomie des Saarlandes war anfangs in der Praxis stark eingeschränkt. Faktisch stand es zu dieser Zeit nach Ansicht verschiedener, sowohl deutscher als auch französischer Rechts- und Politikwissenschaftler unter französischem Protektorat, „Quasi-Protektorat“ oder tutelle (etwa „Vormundschaft“).
Verschiedene demokratische Grundrechte wie das Grundrecht auf Meinungsfreiheit waren im „autonomen“ Saarland insbesondere in politischen Fragen suspendiert. Politische Parteien, die gegen die (Teil-)Autonomie und die wirtschaftliche Verknüpfung mit Frankreich eintraten, wurden nicht zugelassen, fanden aber allmählich immer mehr Unterstützer in der Bevölkerung. Bei der Landtagswahl 1952 gab deswegen rund ein Viertel der Wahlberechtigten aus Protest ungültige Stimmzettel ab.
Die 1949 gegründete Bundesrepublik Deutschland protestierte wiederholt gegen die Saarpolitik Frankreichs und erkannte das im Saarland errichtete Regime nicht an. Nach Ansicht sowohl der Bundesregierung als auch bundesdeutscher Gerichte war das Saarland weiterhin völkerrechtlich Teil des Deutschen Reiches, für das Frankreich kraft seiner Besatzungsgewalt lediglich ein vom übrigen Besatzungsgebiet abweichendes Regime geschaffen habe. Dennoch traten am 13. Juli 1950 die Bundesrepublik und am 3. August 1950 das Saarland als separate assoziierte Mitglieder dem Europarat bei.
Infolge der Saarkonventionen vom 3. März 1950 und vom 20. Mai 1953 nahm auch die tatsächliche Autonomie des Saarlands schrittweise zu. Trotz dieser Verträge sah der Völkerrechtler Eberhard Menzel „Autonomie“ als euphemistische Bezeichnung an, während sein saarländischer Fachkollege Hans Wiebringhaus das Saarland und Frankreich nach einer Phase des „Quasi-Protektorats“ und einer der „Unionstreuhandschaft“ nun als Gleichberechtigte und das Saarland als eigenes Rechtssubjekt des Völkerrechts ansah.

### Saarstatut und Volksabstimmung
Bundeskanzler Konrad Adenauer, der das Problem Saarland in seiner Politik der Westbindung Deutschlands und der Aussöhnung mit Frankreich bis dahin weitgehend ausgeklammert hatte, nahm 1954 Verhandlungen mit dem französischen Premier- und Außenminister Pierre Mendès France auf. Sie führten am 19. Oktober in Saint-Cloud ein Gespräch unter vier Augen. Dieser hatte verlauten lassen, dass die Pariser Verträge erst nach einer Lösung der Saarfrage von der französischen Nationalversammlung ratifiziert werden würden. Die Verhandlungen führten zur Unterzeichnung des sogenannten „Zweiten Saarstatuts“ (Abkommen zwischen den Regierungen der Bundesrepublik Deutschland und der Französischen Republik über das Statut der Saar) am 23. Oktober 1954 in Paris als Teil der Pariser Verträge.
Der französische Ministerpräsident verzichtete auf die endgültige Abtrennung der Saar von Deutschland, verlangte aber eine Volksabstimmung, um künftige Streitigkeiten auszuschließen und einer möglichen revisionistischen Politik Deutschlands vorzubeugen. Das Statut sah nun vor, dass das Saarland ein „europäisches Statut“ erhalten sollte. Ein von der Westeuropäischen Union (WEU) einzusetzender europäischer Kommissar sollte mit den äußeren Angelegenheiten des Saarlands betraut werden. Die Finanzunion und die privilegierten Wirtschaftsbeziehungen mit Frankreich würden beibehalten bleiben. Das Saarstatut entsprach den Vorstellungen des saarländischen Ministerpräsidenten Johannes Hoffmann, der das Saarland zum ersten europäischen Territorium machen wollte. Die Planung ganzer Stadtteile in und um Saarbrücken, die die heute in Brüssel, Luxemburg und Straßburg befindlichen europäischen Institutionen aufnehmen sollten, war bereits angelaufen.
In der Bundesrepublik wurde Adenauer scharf angegriffen, die Oppositionsparteien SPD und FDP befürchteten eine De-facto-Abtretung des Saarlands an Frankreich. Auch im Parteivorstand der CDU gab es Gegenstimmen. Allerdings sah das Statut zunächst eine Volksabstimmung am 23. Oktober 1955 vor. Adenauer und die Bundes-CDU warben dabei für die Annahme des Statuts, die Saar-CDU lehnte es jedoch ab, ebenso wie die Deutsche Sozialdemokratische Partei (DSP), die Demokratische Partei Saar (DPS) und die Kommunistische Partei Saar (KPS). CDU, DSP und DPS schlossen sich im Vorfeld der Abstimmung zum Deutschen Heimat-Bund zusammen. Befürworter im Saarland waren dagegen Hoffmanns Christliche Volkspartei des Saarlandes (CVP) und die Sozialdemokratische Partei des Saarlandes (SPS).
Die Abstimmungsfrage auf dem Stimmzettel lautete:

„Billigen Sie das mit Zustimmung der Regierung des Saarlandes zwischen der Regierung der Bundesrepublik Deutschland und der Regierung der Französischen Republik am 23. Oktober 1954 vereinbarte Europäische Statut für das Saarland?“

|                                  | Stimmen | %     |
| -------------------------------- | ------- | ----- |
| Ja                               | 201.973 | 32,29 |
| Nein                             | 423.434 | 67,71 |
| Summe gültige                    | 625.407 | 100   |
| Ungültig, leer / der abgegebenen | 15.725  | 2,45  |
| Abgegebene / Wahlbeteiligung     | 641.132 | 96,72 |
| Wahlberechtigte, registriert     | 662.849 |       |

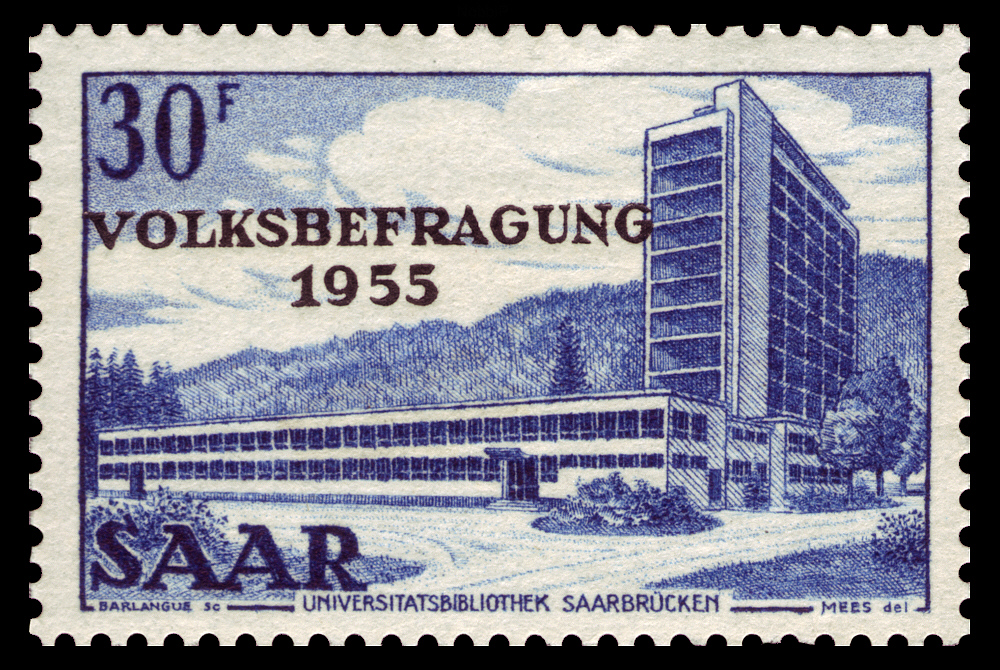
Briefmarke aus dem Saarland zur Volksbefragung 1955 (Abbildung der Universitätsbibliothek Saarbrücken)

Dieses 67,71-%-Votum gegen das Saarstatut wurde als Ausdruck des Willens zu einem Beitritt zur Bundesrepublik Deutschland angesehen.

### Eingliederung in die Bundesrepublik
1956 wurde zunächst eine Dienststelle des Auswärtigen Amtes als Vertretung der Bundesregierung eingerichtet. Anschließende internationale Verhandlungen führten zum Luxemburger Vertrag vom 27. Oktober 1956, in dem Frankreich der Rückgliederung des Saarlandes unter deutsche Hoheit zum 1. Januar 1957 zustimmte. Als Gegenleistung erhielt Frankreich umfangreiche Kohlelieferungen und den Ausbau der Mosel als Wasserstraße zugesichert.
Am 14. Dezember 1956 erklärte der saarländische Landtag den förmlichen Beitritt zum Geltungsbereich des deutschen Grundgesetzes. Durch das Gesetz über die Eingliederung des Saarlandes vom 23. Dezember 1956 wurde das Saarland am 1. Januar 1957 politisch als zehntes Bundesland in die damalige Bundesrepublik Deutschland eingegliedert (sog. kleine Wiedervereinigung). Der Beitritt erfolgte wie 1990 jener der DDR nach dem Artikel 23 des Grundgesetzes alter Fassung. Durch ein Gesetz vom 20. Dezember 1956 wurde zugleich die saarländische Staatsangehörigkeit wieder abgeschafft.

## Verkehr

### Eisenbahn
Aus der bisherigen Reichsbahndirektion Saarbrücken wurde zum 1. April 1947 der Teil herausgeschnitten, der im Zuständigkeitsbereich des Gouverneur de la Sarre lag (der nördliche Teil wurde als Eisenbahndirektion Trier neu konstituiert und gehörte zur Betriebsvereinigung der Südwestdeutschen Eisenbahnen (SWDE) in Speyer). Die Eisenbahn im Saarland hieß nun: „Saarländische Eisenbahnen (SEB), Eisenbahndirektion Saarbrücken“.
Am 3. März 1950 trafen die Regierungen Frankreichs und des Saarlandes eine Vereinbarung als Grundlage für das nun „Eisenbahnen des Saarlandes“ (EdS) genannte Verkehrsunternehmen. Die Eisenbahnkonvention trat am 5. Januar 1951 in Kraft. Nach dem Beitritt des Saarlandes zur Bundesrepublik Deutschland wurde die EdS als Bundesbahndirektion Saarbrücken Teil der Deutschen Bundesbahn.

### Kfz-Kennzeichen
Von 1945 bis 1948 galt im Saarland das Kraftfahrzeugkennzeichen SA, die einzelnen Kreise wurden durchnummeriert. Die Schilder trugen – wie im Rest der französischen Besatzungszone – schwarze Buchstaben auf hellrotem Grund. Im Jahr 1948 war das Kürzel FS geplant (analog zu FB für (Süd-)Baden, FR für Rheinland-Pfalz und FW für Württemberg-Hohenzollern, bei denen das „F“ für „Französische Zone“ und der zweite Buchstabe für das jeweilige Land stand), es wurde aber nicht eingeführt.
Von 1949 bis 1956 wurden Kennzeichen mit weißer Schrift auf schwarzem Grund verwendet, die genau wie die zeitgenössischen französischen Kennzeichen aussahen und deren Ziffern- und Buchstabenkombination nach demselben System aufgebaut war. Zur Identifikation des Saarlandes stand in der Mitte, eingerahmt von Ziffern, die Buchstabenkombination OE. Diese wurde schlicht vergeben, weil sie im französischen System noch keinem Département zugeordnet war. Auch die damaligen Buchstabenkombinationen der französischen Départements wurden einfach fortlaufend zugeteilt und waren keine Abkürzungen für den jeweiligen Namen. In der saarländischen Bevölkerung entstanden jedoch zahlreiche Legenden und Scherze, wofür „OE“ stehen könne, die von Occupation Est („Besatzungsgebiet Ost“) oder Occupation étrangère („fremde Besatzung“) über „Ost-Elsass“ bis „ohne Einkommen“ oder „ordentlich entnazifiziert“ reichten.
Seit dem 1. Januar 1957 gelten die bis heute verwendeten Kfz-Kennzeichen nach dem System der Bundesrepublik Deutschland (mit Ausnahme der Änderung durch die Verwaltungsreform). Während einer Übergangsphase bis Ende 1958 waren aber auch die alten Schilder nach französischem Modell gültig.

## Medien
Dem besonderen Status des Saarlandes in der ersten Hälfte der 1950er Jahre verdankt auch der französischsprachige Sender Europe 1 seine Entstehung. Dessen Sendungen wurden seitdem auf Langwelle von der Sendeanlage Sender Felsberg-Berus bei Felsberg ausgestrahlt. Er war bis zur Einführung des privaten Rundfunks in Deutschland der einzige privat betriebene Rundfunksender auf deutschem Boden.

## Sport
Das Saarland hatte von 1950 bis 1957 ein eigenes Nationales Olympisches Komitee, das im Oktober 1950 gegründet und auf französischen Vorschlag vom IOC anerkannt wurde. Es schickte eine eigene Olympiamannschaft zu den Olympischen Spielen 1952, die aus 31 Männern und fünf Frauen bestand, die jedoch keine Medaillen gewannen. Im Jahre 1956 nahmen die Athleten an der gesamtdeutschen Mannschaft teil, Saarländer errangen dabei Medaillen. Das NOK des Saarlandes bestand bis Februar 1957 und wurde aufgelöst, nachdem das Saarland ab dem 1. Januar 1957 zur Bundesrepublik Deutschland gehörte.
Im Juni 1950 wurde der Saarländische Fußballbund (SFB) von der FIFA aufgenommen. Er organisierte eine saarländische Fußballnationalmannschaft (19 Länderspiele von 1950 bis 1956, mit Teilnahme an der Qualifikation zur Weltmeisterschaft 1954; dabei wurde auch zweimal gegen den späteren Weltmeister Deutschland gespielt). Die höchste Spielklasse im Vereinsfußball war die Ehrenliga Saarland (drei Spielzeiten von 1948 bis 1951), allerdings nahm die erste Mannschaft des 1. FC Saarbrücken, die damals sportlich beste Mannschaft (u. a. Teilnahme am Europapokal der Landesmeister 1955/56), daran nicht teil, sondern spielte 1948/49 in der 2. französischen Liga und organisierte anschließend den Internationalen Saarlandpokal.
Saarländische Sportler nahmen in diesen Jahren an Weltmeisterschaften ihrer jeweiligen Sportarten teil und errangen auch Medaillen (einer der größten Erfolge: Therese Zenz, 1954 Weltmeisterin im Einer-Kajak). In St. Wendel fand der Große Preis des Saarlandes statt, ein Lauf zur Motorrad-Weltmeisterschaft.
Von 1952 bis 1956 nahm der Saarländische Schachverband an drei Schacholympiaden teil, errang jedoch keine bedeutenden Erfolge.

## Wirtschaft

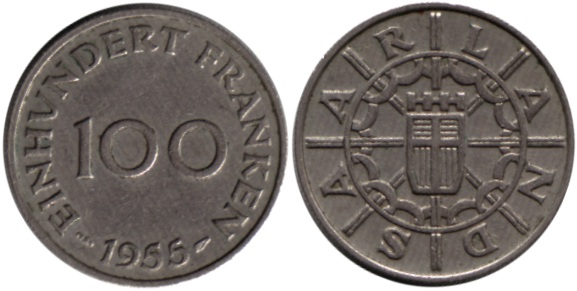
100 sogenannte Saar-Franken von 1955, Schriftzug „Saarland“ auf der Rückseite

Wirtschaftlich war das Saarland an die Französische Republik gekoppelt. 1947 wurde anstelle der Reichsmark die Saar-Mark eingeführt, die aber im selben Jahr durch den französischen Franc ersetzt wurde. 1954/55 wurden die französischen Münzen durch vier eigene saarländische Münzen, die sogenannten Saar-Franken ergänzt, die sich aber ebenfalls auf den französischen Franc bezogen. Es gab eine Zollgrenze zu den Westzonen und später zur Bundesrepublik, aber keine zu Frankreich; das Saarland gehörte noch bis zum 6. Juli 1959 zum französischen Wirtschafts- und Zollgebiet.
Der Termin für die wirtschaftliche Eingliederung in die Bundesrepublik durch die Einführung der Deutschen Mark wurde vor der Bevölkerung lange geheim gehalten. Der hoffnungsvoll erwartete „Tag X“ war dann der 6. Juli 1959. Ab diesem Tag wurde im Saarland die D-Mark zum Kurs von 100 Saar-Franken = 0,8507 DM eingeführt, und die Zollschranken wurden von der Grenze zum Bundesland Rheinland-Pfalz an die Grenze zu Frankreich verlegt. Erst mit dem wirtschaftlichen Anschluss wurde die „kleine Wiedervereinigung“ an der Saar vollständig. Er bedeutete für die Arbeitnehmer im Saarland aber zunächst eine Verschlechterung ihrer Einkunftslage und für viele saarländische Firmen das Aus.